# Glaresis walzlae
Glaresis walzlae es una especie de coleóptero de la familia Glaresidae.

## Distribución geográfica
Habita en Sudán, Níger y Chad.